# 割栗石
割栗石（わりぐりいし）とは岩石を打ち割ってつくる小塊状の石材のことで、径は200〜300mm程度、厚さは径の1/3〜1/2くらいである。割栗地業とは、その割栗石を小端立てにして上下を楔状に交互に敷きこみ、目潰しや上端均しのために切り込み砂利を用いて突き固めるものをいう。
割栗地業は、割栗石を手作業で小端立てにすることで石が並列になり、突き固めの効果が出やすいという利点がある。ただしその効果を十分発揮するためには必ず目潰しの砂をまき、空隙をなくす必要がある。またツルハシで掘り起こさなければならないような地盤や著しく軟弱で割栗石がそのまま沈んで行くような地盤には適さない。目安として長期地耐力で30〜150kN/㎡の範囲が望ましいと考えられる。